# Jean-Maurice Hermann
Jean-Maurice Hermann (1905-1988) est un journaliste français du quotidien socialiste Le Populaire, résistant, qui fut secrétaire général du SNJ et l'un des fondateurs du Syndicat national des journalistes CGT.

## Biographie

### Carrière de journaliste
Jean-Maurice Hermann a été d'abord journaliste au Quotidien (1927-1932), au Petit Journal (1931-1933) puis enfin au Populaire (1932-39), pour qui il assure en 1936 la couverture de la guerre d'Espagne. L'un de ses collègues est Daniel Mayer, futur résistant, ministre du Travail et président de la Ligue des droits de l'homme. 
Jean-Maurice Hermann est militant socialiste à la SFIO depuis 1930, membre du courant Bataille socialiste, et d'un comité antifasciste. 
Pendant la Résistance, il est à Lyon l'agent principal du réseau Brutus Boyer, prenant la responsabilité de toute la zone sud. Il utilise le pseudonyme « Herlin » et participe avec Daniel Mayer et Jean Guignebert à la Commission de la presse du Conseil national de la Résistance, qui sera à l’origine des Ordonnances de 1944 sur la liberté de la presse. 
Arrêté en décembre 1941 par la police de Vichy, puis acquitté en 1942, il est finalement déporté en 1943, à Neuengamme puis Ravensbrück, dont il s'évade en 1945. 
À la Libération, il siège brièvement à l’Assemblée consultative provisoire. Son ancien compagnon de la Résistance Gaston Defferre le prend comme directeur de son cabinet, de janvier à juin 1946, quand il devint ministre de l'Information.
Dans les années qui suivent, il collabore au quotidien Franc-Tireur (1946-48), où il s'occupe de la rubrique Internationale. Avec Andrée Marty-Capgras, Pierre Rimbert, Marcel Fourrier et Jean Guignebert, il formait un "véritable courant socialiste unitaire au sein d’une rédaction politiquement composite, qui comptait aussi des socialistes réformistes et des gaullistes". Puis il devient rédacteur au journal Libération, d'Emmanuel d'Astier de la Vigerie à partir de 1949.

### Parcours syndical
En mars 1936, en plein Front populaire, la réunification de la CGT et de la CGTU lors du "congrès de Toulouse" relance le vieux débat sur l'adhésion ou pas du SNJ à la CGT. D'autant qu'un an plus tard, le 11 avril 1937, le SNJ fusionne à son tour avec le "Syndicat des journalistes du mouvement social", proche de la CGT, et avec l'Association syndicale des journalistes professionnels. Au sein du SNJ, un référendum tranche : 57 % des adhérents se déclarent en faveur du maintien de l'indépendance. Jean-Maurice Hermann, secrétaire général du SNJ, est mis en minorité. Avec Daniel Mayer, Maurice Harmel (Le Peuple), Charles Boullay-Duparc (Le Petit Parisien), Jean Guignebert (Radio-Cité) et Eugène Morel, ils décident de créer en 1938 le Syndicat national des journalistes CGT. Au début de 1946 celui-ci absorbe le SNJ. En décembre 1946, le Syndicat national des journalistes CGT compte alors 4 100 adhérents et 51 sections. Jean-Maurice Hermann voit son ancien compagnon de combat dans la Résistance, Eugène Morel (journaliste), trésorier général du Syndicat national des journalistes CGT de 1938 et secrétaire général depuis 1946, prendre la direction du « SNJ reconstitué ». Mais le SNJ reprend en 1948 sa route autonome, après les grèves de 1947. Un congrès tenu à Paris en février 1948 voit 49 des 60 sections départementales se prononcer pour l'autonomie.
Jean-Maurice Hermann a par ailleurs milité au Mouvement de la Paix et fut président de l’Organisation internationale des journalistes, basée à Prague.